# Конажево (Ґрифицький повіт)
Конажево (пол. Konarzewo, нім. Kirchhagen) — село в Польщі, у гміні Карниці Ґрифицького повіту Західнопоморського воєводства.
Населення — 147 осіб (2011).
У 1975-1998 роках село належало до Щецинського воєводства.

## Демографія
Демографічна структура станом на 31 березня 2011 року:
|          | Загалом | Допрацездатний вік | Працездатний вік | Постпрацездатний вік |
| -------- | ------- | ------------------ | ---------------- | -------------------- |
| Чоловіки | 70      | 18                 | 49               | 3                    |
| Жінки    | 77      | 23                 | 43               | 11                   |
| Разом    | 147     | 41                 | 92               | 14                   |